# Igor Sergeyevich Ivanov
Igor Sergeyevich Ivanov (tiếng Nga: И́горь Серге́евич Ивано́в) (b. 23 tháng 9 năm 1945 tại Moskva) lên làm Bộ trưởng Ngoại giao Nga năm 1998, thay thế Yevgeny Primakov.
Ông là con trai của một người cha Nga và một bà mẹ người Gruzia. Năm 1969 ông tốt nghiệp Viện Maurice Thorez Moscow về Ngoại ngữ (Trường Đại học Ngoại ngữ Moscow). Ông vào làm trong Bộ Ngoại giao Liên Xô năm 1973 và đã ở một thập kỷ tại Tây Ban Nha. Ông quay trở về Liên Xô năm 1983. Năm 1991 
ông trở thành đại sứ tại Madrid. Ông được chỉ định làm Bộ trưởng Bộ Ngoại giao ngày 11 tháng 9 năm 1998.
Với tư cách Bộ trưởng ngoại giao, Ivanov phản đối các hoạt động của NATO tại Nam Tư. Ông cũng là người phản đối việc Mỹ xâm lược Iraq. Ivanov đóng vai trò quan trọng trong việc làm trung gian một thoả thuận giữa Tổng thống Gruzia Eduard Shevardnadze và các đảng đối lập trong cuộc Cách mạng hoa Hồng tại Gruzia năm 2003.
Ivanov được thay thế chức vụ bộ trưởng ngoại giao bởi Sergey Lavrov năm 2004, và được Tổng thống Vladimir Putin chỉ định vào chức vụ Thư ký Hội đồng An ninh (cố vấn an ninh quốc gia).
Ngày 9 tháng 7 năm 2007 ông đệ trình đơn từ chức. Ngày 18 tháng 7 Tổng thống Putin chấp nhận sự từ chức của Ivanov và chỉ định cựu nhân viên KGB Valentin Sobolev làm quyền thư ký.
Ông là giáo sư Viện Quan hệ Quốc tế Nhà nước Moscow (MGIMO-University). Thành viên của Hội đồng Giám sát Diễn đàn Quốc tế Luxembourg về Ngăn chặn Thảm hoạ Hạt nhân, Thành viên của Hội đồng châu Âu về Khoan dung và Hoà giải.